# Amantia annulata
Amantia annulata är en insektsart som beskrevs av Victor Lallemand 1956. Amantia annulata ingår i släktet Amantia och familjen lyktstritar.
Artens utbredningsområde är Peru. Inga underarter finns listade i Catalogue of Life.